# Babben Enger-Damon
Barbra Mette Stockfleth „Babben“ Enger-Damon (* 19. September 1939 in Oslo) ist eine ehemalige norwegische Skilangläuferin, die in den 1960er Jahren startete. Ihr größter Erfolg war der Gewinn der Staffel-Goldmedaille bei den Olympischen Winterspielen 1968 in Grenoble.

## Werdegang
Enger-Damon wurde 1939 als Tochter des norwegischen Malers Erling Enger geboren. 1963 und 1964 wurde sie Norwegische Meisterin über die 10 km Einzeldistanz. Bei den Olympischen Winterspielen 1964 in Innsbruck lief sie auf Rang 18 über die 5 km lief. Über die 10-km-Distanz konnte sie gar nur auf Platz 31 das Ziel erreichen. Nach den Spielen heiratete sie den US-amerikanischen Skilangläufer Larry Damon. Für die Olympischen Winterspiele 1968 in Grenoble erreichte Enger-Damon erneut die Qualifikation.
In Grenoble gewann sie überraschend zusammen mit Inger Aufles und Berit Mørdre die Staffel über dreimal fünf Kilometer und damit erstmals Damen-Staffel-Gold für Norwegen. Da die Spiele zudem als Weltmeisterschaft galten, wurde sie mit der Staffel damit auch Weltmeisterin. Über die 10 km lief Enger-Damon ebenfalls in die Top 10 und wurde Achte.
Neben ihrer Skilanglauf-Karriere war Enger-Damon auch in weiteren Sportarten aktiv. So wurde sie Norwegische Meisterin im Segeln und gewann bei den Norwegischen Meisterschaften im Orientierungslauf mehrere Silber- und Bronzemedaillen. Bei den ersten Europameisterschaften im September 1962 im norwegischen Løten wurde sie im Einzelwettkampf Neunte und mit der Mannschaft im inoffiziellen Staffelwettbewerb Zweite.